# Quintos
Quintos ist ein Ort und eine ehemalige Gemeinde (Freguesia) in Portugal im Landkreis und Bezirk von Beja. Die Gemeinde hatte und 265 Einwohner (Stand 30. Juni 2011).
Catarina Eufémia, eine historische Frau im Widerstand Portugals gegen das Regime von Salazar wurde erschossen und am 19. Mai 1954 auf dem Friedhof von Quintos beigesetzt.
Am 29. September 2013 wurden die Gemeinden Quintos und Salvada zur neuen Gemeinde União das Freguesias de Salvada e Quintos zusammengeschlossen.